# ウージェーヌ＝エマニュエル・アモリー＝デュヴァル

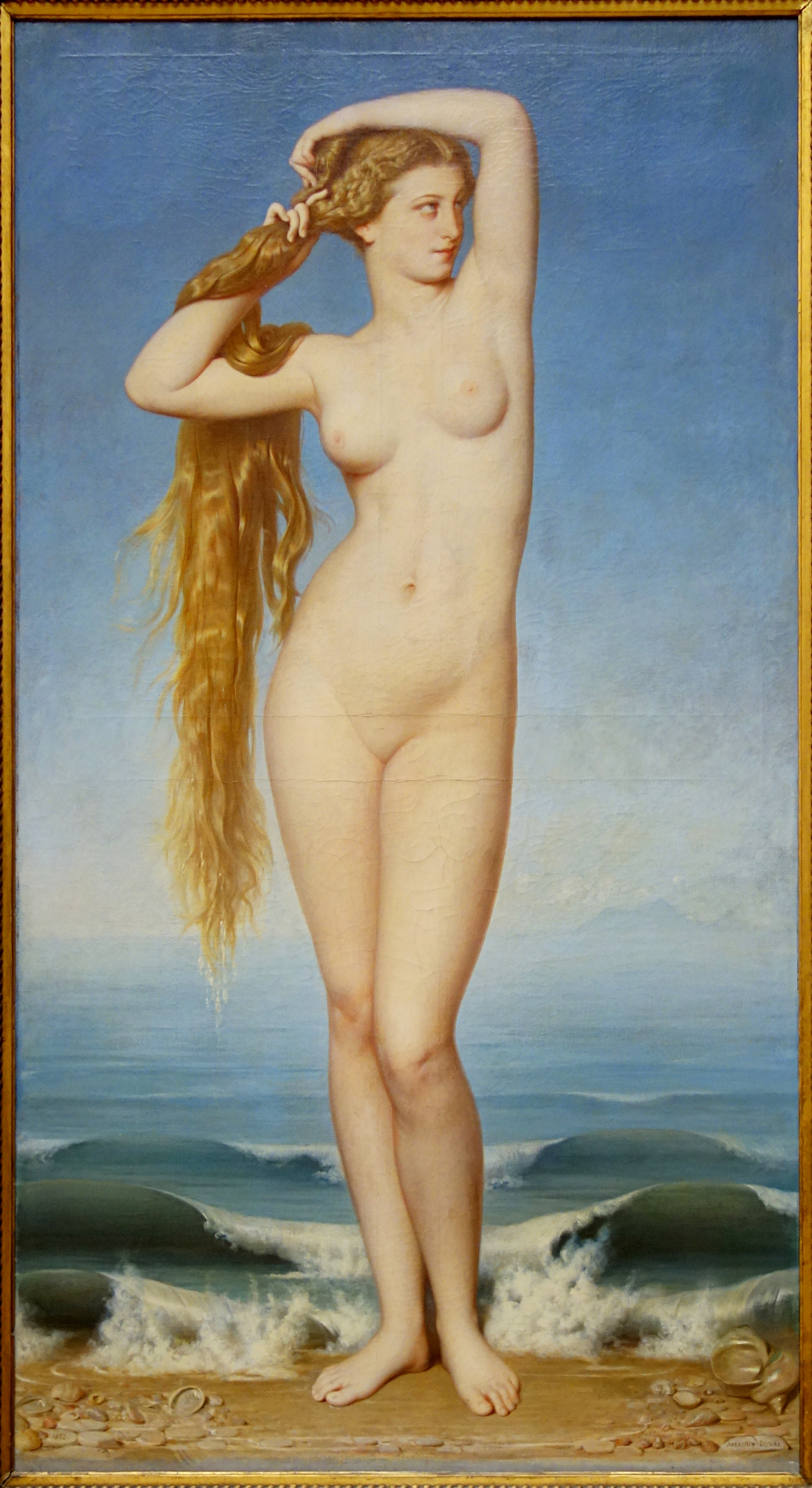
アモリー＝デュヴァル作『ヴィーナスの誕生』
リール宮殿美術館 蔵

アモリー＝デュヴァル（Amaury-Duval）として知られるウージェーヌ＝エマニュエル・アモリー＝デュヴァル（Eugène Emmanuel Amaury Pineux Duval、 1808年4月16日 – 1885年12月25日）はフランスの画家である。新古典派の画家、ドミニク・アングルの最初の弟子の一人で、作品、『ヴィーナスの誕生』（1862年）はよく知られている。

## 略歴
パリに近いオー＝ド＝セーヌ県のモンルージュに生まれた。考古学者で外交官でもあった父親(Charles-Alexandre-Amaury Pineux, dit Amaury Duvall: 1760–1838)はアモリー・デュヴァルとして知られた。叔父に劇作家のアレクサンドル・デュヴァル(Alexandre Duval: 1767-1842)がいる。
1825年からドミニク・アングルの弟子になった。ギリシャ独立戦争中の1829年にフランス軍によって行われたギリシャのペロポネソス半島の調査(Expédition de Morée)に随行画家として参加しギリシャを訪れ、多くのスケッチを描いた。1834年から1836年の間はイタリアで修行し、フィレンツェ、ローマ、ナポリを訪れた。ローマでは在ローマ・フランス・アカデミーの校長を務めていたアングルと再会した。
1833年からパリのサロンに出展をはじめ、その後は毎年、肖像画や歴史画を出展した。1863年に出展された『ヴィーナスの誕生』が最も有名で、この年のサロンでは、アレクサンドル・カバネルの『ヴィーナスの誕生』とポール・ボードリーの『真珠と波』と人気を争った。
パリなどの教会の宗教画も多く描き、パリのサン・メリ教会やサンジェルマン・ロクセロワ教会、サン＝ジェルマン＝アン＝レーの教会の壁画も描いた。1845年にレジオンドヌール勲章（シュバリエ）を受勲し、1865年にレジオンドヌール勲章（オフィシエ）を受勲した。

## 作品

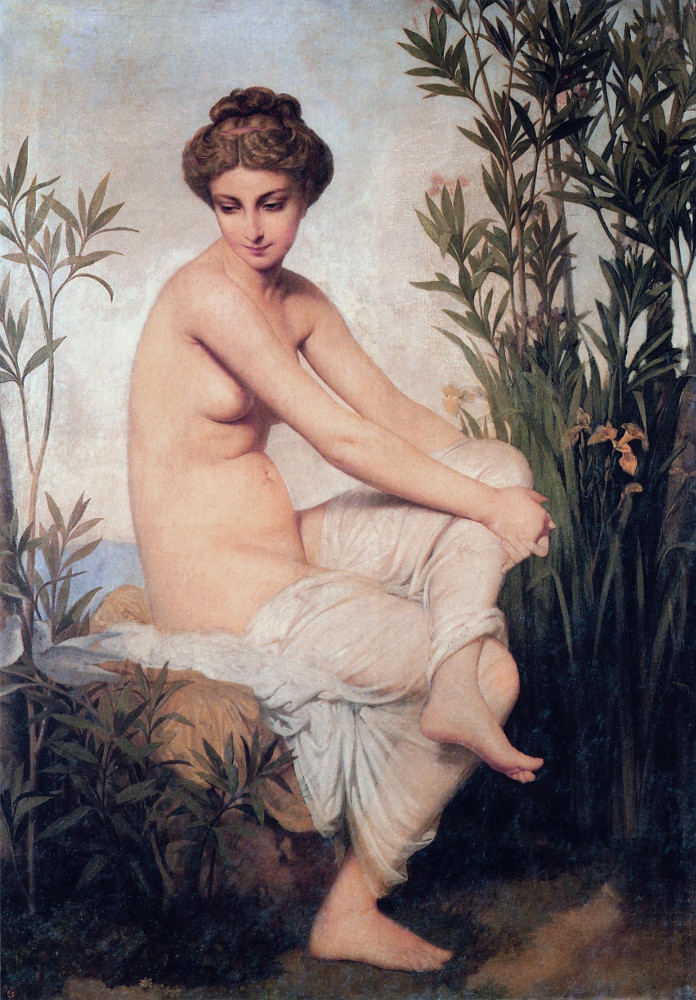
古代の入浴者 ルーアン美術館 蔵
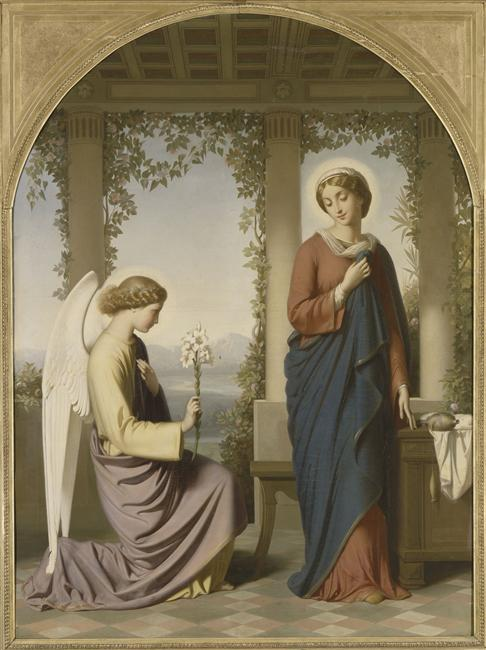
受胎告知 (1860) オルセー美術館 蔵
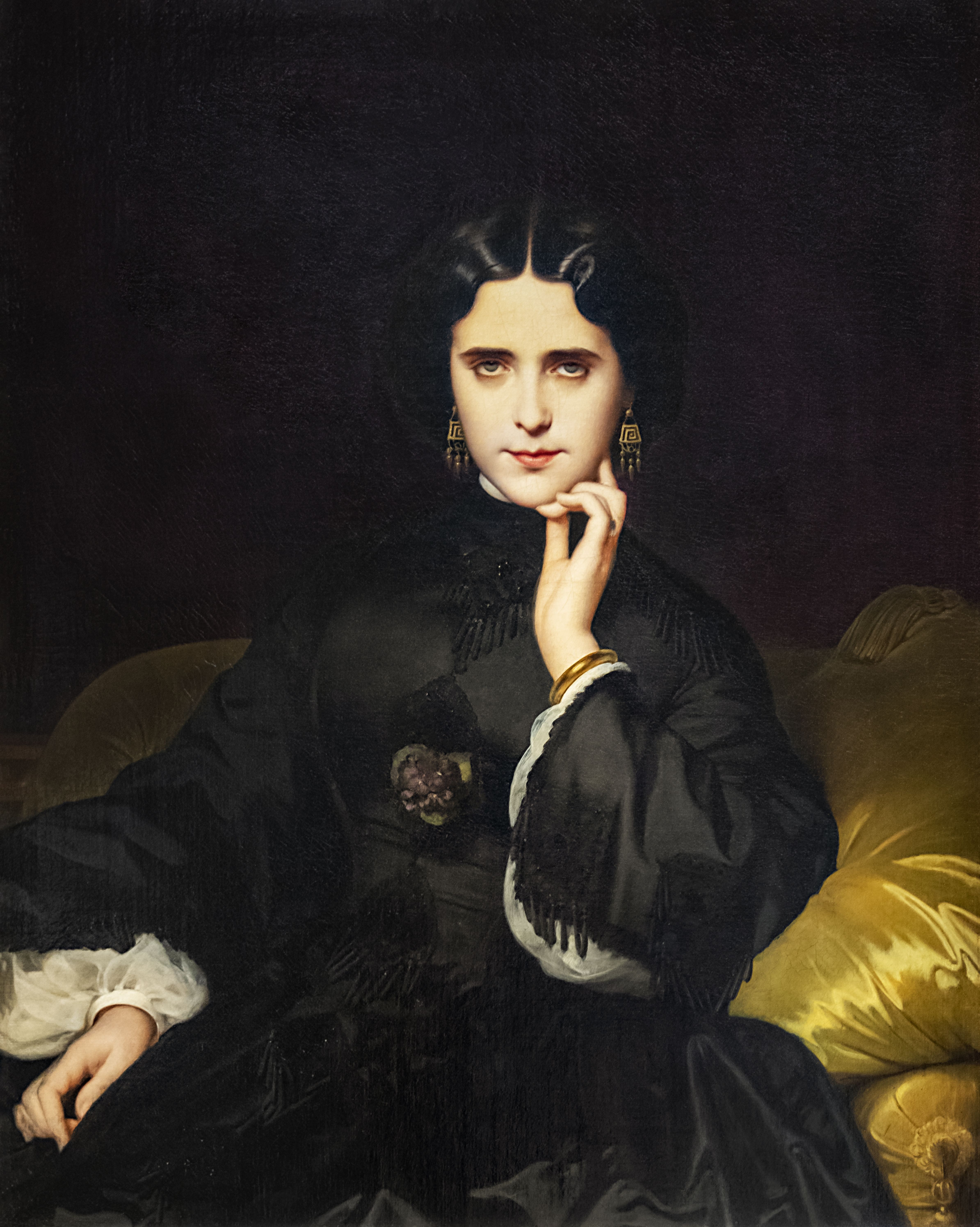
Marie-Anne Detourbayの肖像画

## 著作
- L’Atelier d’Ingres – Souvenirs. G. Charpentier Paris 1878, 297 S.
- Souvenirs E. Plon, Nourrit et Cie, Paris, 1885. 256 S.